# 잉둥구

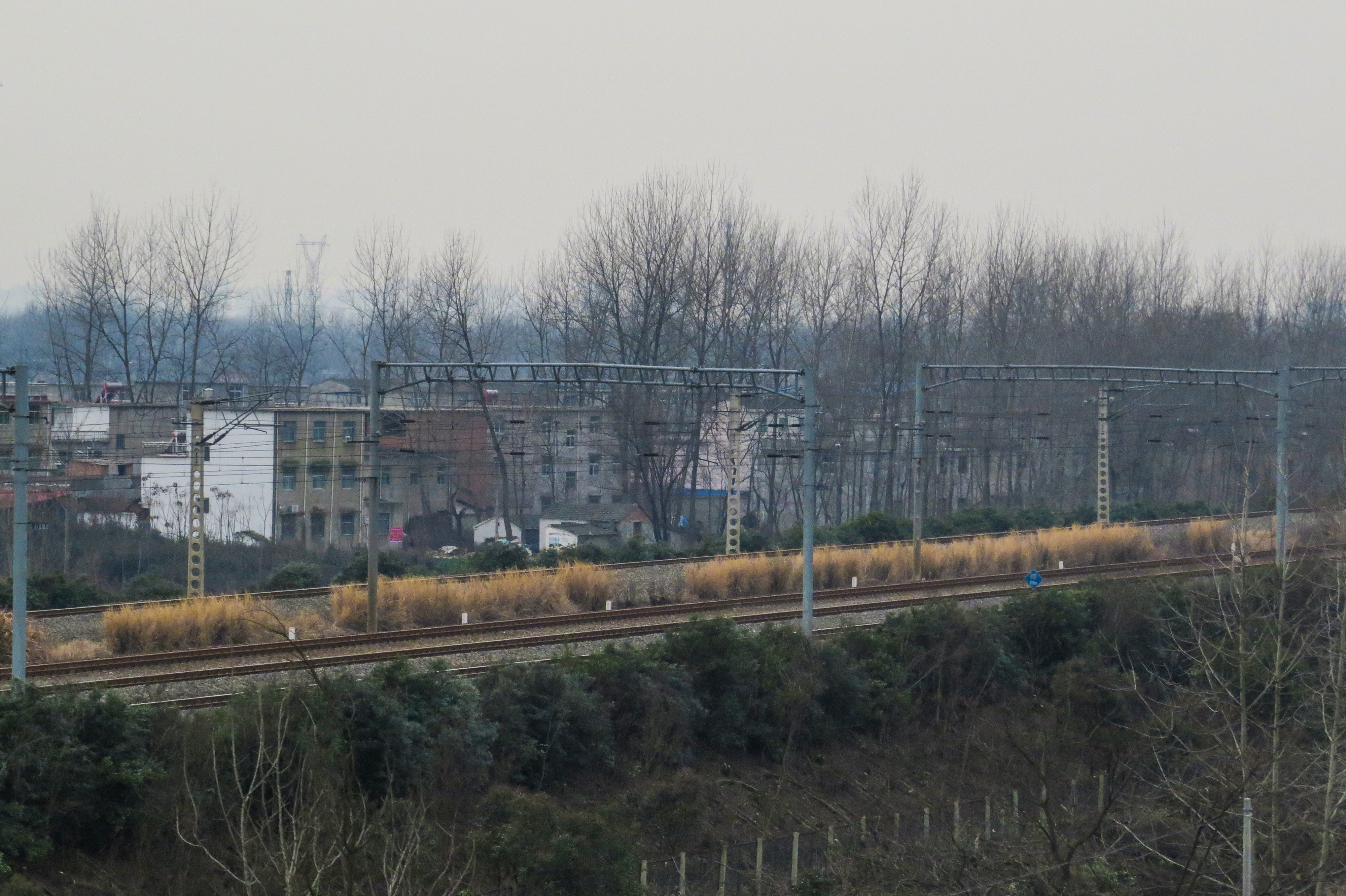

잉둥구(한국어: 영동구, 중국어: 颍东区, 병음: Yǐngdōng Qū)는 중화인민공화국 안후이성 푸양 시의 현급 행정구역이다. 넓이는 685km2이고, 인구는 2007년 기준으로 620,000명이다.

## 행정 구역
3개 가도, 8개 진, 1개 향을 관할한다.
- 가도: 河东街道, 新华街道, 向阳街道.
- 진: 口孜镇, 插花镇, 袁寨镇, 枣庄镇, 老庙镇, 正午镇, 杨楼孜镇, 新乌江镇.
- 향: 冉庙乡.